# Volha (seriál)
Volha je český pětidílný televizní retroseriál, který podle románu Karla Hynie Volha (2008) natočil podle vlastního scénáře režisér Jan Pachl. Vysílala ho v dubnu 2023 České televize.  
Děj zachycuje dobu necelých dvaceti let normalizace od roku 1971, kdy hlavní hrdina Standa Pekárek nastoupil jako řidič do Československé televize; Pekárek má tři sny: řídit Volhu 24, jezdit pro redakci humoru a lidové zábavy a vozit Karla Gotta. Volha je jak jeho služební auto, tak jeho krycí jméno u Státní bezpečnosti. Hlavní hrdina představuje člověka bez morálních zábran, který se chce obohatit. Je to omezený egocentrik, vyniká ve vymýšlení drobných podvodů a triků a bez jakýchkoliv výčitek svědomí donáší na všechny své spolupracovníky a pasažéry.  
Seriál je natočen podle knižní předlohy, knihy Volha, záznam o provozu motorového vozidla, kterou napsal na motivy svých vzpomínek dramaturg Karel Hynie. Kniha vyšla v roce 2008. Autor knižní předlohy zemřel dva roky před uvedením seriálu.
Kniha měla původně být adaptována jako film. Tento záměr však nevyšel, byla však následně rozpracována na pětidílnou minisérii. Na rozdíl od knihy minisérie končí rokem 1990. Natáčení minisérie probíhalo v letech 2021 a 2022.
Seriál dostal v rámci Českého lva v roce 2023 5 ocenění. Za nejlepší masky (Jana Bílková, Martin Valeš, Martin Větrovec), nejlepší kostýmy (Vladimíra Pachl Fomínová), za nejlepšího herce ve vedlejší roli (Tomáš Jeřábek), za nejlepšího herce v hlavní roli (Kryštof Hádek) a za nejlepší seriál.

## Obsazení
Seriál Volha se odehrává v Československé televizi, a tím nabízí prostor pro desítky větších i menších postav, které v daném prostředí pracují:
| Kryštof Hádek      | řidič Standa Pekárek                 |
| Klára Melíšková    | Eva Pekárková, Standova matka        |
| Kristína Svarinská | Táňa Pekárková, Standova 2. manželka |
| Jiří Lábus         | Míla Vyhnálek, vedoucí autoprovozu   |
| Tomáš Jeřábek      | produkční Josef Horáček              |
| Anna Geislerová    | režisérka Vlasta Válová              |
| Bohumil Klepl      | režisér Bedřich Truhlář              |
| Stanislav Majer    | kameraman Zikmund                    |
| Martin Pechlát     | soudruh Brabec                       |
| Vanda Hybnerová    | šéfredaktorka Jungmannová            |
| Jiří Dvořák        | estébák Labský                       |
| Přemysl Bureš      | příslušník StB Flégr                 |
| Lukáš Příkazký     | redaktor Zajíček                     |
| Eliška Křenková    | asistentka Dáša                      |
| Aneta Krejčíková   | sekretářka Květa                     |

## Seznam dílů
| Č. v seriálu | Název      | Premiéra v ČR  | Sledovanost (v mil.) |
| --- | ---------- | -------------- | -------------------- |
| 1 | Foxteriéry | 3. dubna 2023  | 1,267                |
| Rok 1971. Čerstvý absolvent vojenské základní služby Stanislav Pekárek nastupuje jako řidič ČST. Brzy se otrká a vyráží na první exteriérové natáčení, kde získává přehled o názorech a fungování umělecké „sebranky“, ale i principech socialistické ekonomiky. Následné šmelení benzínových talonů se mu stává osudným. Státní bezpečnost na něj má háček a Pekárek podepisuje spolupráci. Má to i své výhody, sen o automobilu Volha je na dosah. |            |                |                      |
| 2 | Huliza     | 9. dubna 2023  | 0,936                |
| Léta normalizace. Pekárkovi je na přímluvu z vyšších míst přidělena Volha a nastupuje do redakce humoru a lidové zábavy. Ve víru televizních estrád, sexuálních dobrodružství a hromadění finančních bonusů jako by zapomněl nejen na rodinu, ale i na svůj faustovský úděl. Laxní spolupráce s StB mu neprochází, a tak musí přitvrdit. Opatrně začíná udávat své spolupracovníky. Ale ani on nezůstane bez škraloupu a je degradován na vrátného. Je mu jasné, že zpátky do sedla se dostane, jen když někoho obětuje. Režisérka Válová je první na řadě. Standa má vlastní omluvu: „Stejně to jsou všechno blbci, co se akorát nad nás, pracující, povyšujou.“ |            |                |                      |
| 3 | Tel-evíze  | 16. dubna 2023 | 1,161                |
| V autoprovozu zakládají řidiči Brigádu socialistické práce s cílem výjezdu na hokejové mistrovství světa ve Vídni. V exteriérech se Standa Pekárek seznámí se svou budoucí ženou, brzy čekají dítě a stěhují se do nového bytu. Standovi se náramně daří, ale není to zadarmo. Jeho další obětí je režisér Truhlář, kterému se stane osudnou jeho velká vášeň. |            |                |                      |
| 4 | Maestro    | 23. dubna 2023 | 1,153                |
| Jsou zlaté osmdesátky, období spartakiády. Pekárek je šťastný, přes sovětské vojáky šmelí s barevnými televizory a konečně mu do auta nastoupí i Karel Gott. Standa je „king“; netuší ale, že si udělal mocného nepřítele. Vidina zájezdu na mistrovství ve Vídni je najednou pryč. Protistátní činnost produkčního Horáčka se sice odehrává mimo Pekárkovo zorné pole, ale Standa už je nebezpečně blízko. |            |                |                      |
| 5 | Balba      | 30. dubna 2023 | 0,923                |
| Pekárkův první výjezd na Západ. Digitálky, bouráky a vídeňský Mexiko plac. Ale i tam musí plnit úkoly StB. Někde mezi natáčením pořadů Sejdeme se na Vlachovce a reportáže z JZD Slušovice dojde k zásadnímu otřesu; postupně ho opustí matka, syn i druhá manželka. Revoluce. Estébáci převlékají kabáty a agent Volha je rázem postradatelný. Ale i pro něho má společnost nové uplatnění. Tři auta, dvě barevné televize a stabilní zaměstnání přece nemůže být prohra. Jak říká Standa: „Kdo tohle má?“ |            |                |                      |